# Бош Євгенія Богданівна
Євге́нія Богда́нівна Бош (рос. Евге́ния Богда́новна Бош, при народженні Євге́нія Го́тлібівна Майш, 22 серпня (3 вересня) 1879 , Аджігіолd, Херсонська губернія  — 5 січня 1925 , Москва ) — радянська партійна і державна діячка, агітаторка і пропагандистка німецького походження. Членкиня РСДРП з 1901 року. Народна секретарка внутрішніх справ Української Народної Республіки Рад (1917–1918). Активна борчиня за встановлення радянської влади в Україні в 1917–1921 роках. Теща Юрія Коцюбинського, друга дружина Юрія П'ятакова.

## Біографія

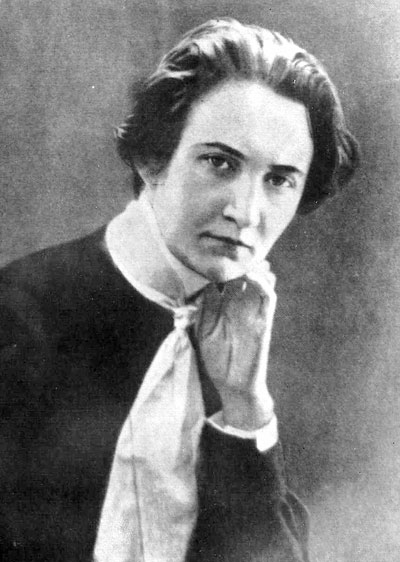
Євгенія Бош

Народилася 22 серпня (3 вересня) 1879 року в селі Аджігіол Одеського повіту Херсонської губернії, тепер — Миколаївська область, Україна, у родині вюртембергського підданого німця-колоніста Готліба Майша, який, придбавши значні земельні угіддя на Херсонщині, став поміщиком, і бессарабської дворянки Марії Парфентівни Круссер.
Три роки відвідувала Вознесенську жіночу гімназію. У жовтні 1896 року в містечку Братське одружилася з власником невеликої каретної майстерні німцем Петром Бошем. У 1901 році вступила в Соціал-демократичну робітничу партію. У 1905–1907 роках займалась пропагандою ідей більшовизму на півдні України. З 1908 року перебувала в Києві. У 1911–1912 роках — секретарка комітету РСДРП(б) у Києві. Навесні 1912 року заарештована, засуджена та заслана в Іркутську губернію. Під час тюремного ув'язнення захворіла на сухоти.
У 1914 році разом із Юрієм П'ятаковим утекла з місця заслання й емігрувала за кордон. Деякий час проживала в США та Швейцарії. Під час перебування в останній була співорганізаторкою «божийської групи» — її члени заперечували право народів Російської імперії на національне самовизначення.
Після Лютневої революції 1917 року повернулася до Петрограда, де перебувала на партійній роботі до березня 1917 року. Потім переїхала до Києва. З березня по липень 1917 року входила до Київського комітету РСДРП(б), Київської Ради робітничих депутатів та її виконавчого комітету, була членом редакції журналу «Голос соціал-демократа». З квітня по липень 1917 року була членом та секретарем Київського окружного комітету РСДРП(б). З липня по грудень 1917 року — голова Південно-Західного окружного (обласного) комітету РСДРП(б). З 9 жовтня по листопад 1917 року — член Подільського губернського комітету РСДРП(б). У грудні 1917 — 1918 року — член головного комітету СДРП(б) України.
У грудні 1917 року на Першому Всеукраїнському з'їзді Рад у Харкові обрана до складу більшовицького уряду України — Народного Секретаріату. У ньому з грудня 1917 по березень 1918 року займала посаду народного секретаря внутрішніх справ та з 17 грудня 1917 по 4 березня 1918 року виконувала обов'язки голови секретаріату (уряду). У січні — березні 1918 року також була членом народного секретаріату військових справ. Подала у відставку 4 березня 1918 року на знак протесту проти підписання Брестського мирного договору між РСФРР та Німеччиною й союзниками, після чого приєдналася до червоних військ, що з боями відступали з України під тиском німецько-австрійських військ та військ УНР.
У березні 1918 року займалася формуванням червоногвардійського загону в місті Ромни. З березня по квітень 1918 року керувала загонами Червоної гвардії Бахмацької ділянки фронту (Бахмач, Конотоп). У квітні 1918 року була евакуйована до Таганрога, а звідти до Липецька. З червня по серпень 1918 року — в розпорядженні ЦК РКП(б) у Москві. У липні 1918 року як почесна гостя перебувала на І з'їзді Комуністичної партії (більшовиків) України.
5 серпня — грудень 1918 року — голова Пензенського губернського комітету РКП(б). У листопаді 1918 року — член Революційної військової ради (РВР) 11-ї армії РСЧА. З листопада по 5 грудня 1918 року — начальник політичного відділу Каспійсько-Кавказького фронту. У грудні 1918 — січні 1919 року — особливоуповноважена РВР Каспійсько-Кавказького фронту. У 1919 році — член Астраханського губернського комітету РКП(б).
З травня по липень 1919 року — член Ради оборони Литовсько-Білоруської СРР, а в липні 1919 року призначена членом Ради оборони Української СРР та надзвичайною уповноваженою Ради народних комісарів УСРР із організації політичної боротьби в прифронтовій смузі більшовицького Південного фронту. З 1919 по травень 1920 року була уповноваженою Революційної військової ради (РВР) на Південному фронті (міста Полтава і Чернігів). З листопада 1919 року часто хворіла, перебувала на лікуванні.
З 1920 по 1922 рік була головою військово-історичної комісії Інституту партії при ЦК РКП(б) у Москві. Писала спогади.
У травні 1920 — травні 1921 року — член президії ЦК Всеросійської спілки працівників землі та лісу. У 1921—1922 роках — співробітниця Народного комісаріату освіти РРФСР, співробітниця Народного комісаріату робітничо-селянської інспекції РРФСР. У 1922 році працювала в Комісії Центроспілки та Наркомату продовольства із надання допомоги голодним при ВЦВК РРФСР.
У 1923 році підтримала Ліву опозицію в РКП(б) — підписала «Заяву 46-ти». 
Лікувалася в Німеччині та Італії. Через загострення хронічної хвороби (сухоти, астма, рак) і страждань застрелилася 5 січня 1925 року. Похована в Москві на Новодівочому кладовищі (3-тя ділянка).

## Увічнення пам'яті
Невдовзі після смерті — 10 травня 1925 року — у Києві на честь Євгенії Бош було названо новозбудований міст через Дніпро (зруйнований 19 вересня 1941 року).
На честь Євгенії Бош у Києві також були названі узвіз (з 1928 по 1940 рік) та вулиця (з 1966 по 1999 рік).
2015 року після прийняття Закону України «Про засудження комуністичного та націонал-соціалістичного (нацистського) тоталітарних режимів в Україні та заборону пропаганди їхньої символіки» прізвище Євгенії Бош Українським інститутом національної пам'яті було включено до списку осіб, чия діяльність підпадає під дію законів про декомунізацію.

## Оцінки
За спогадами націонал-комуніста Юрія Лапчинського, Євгенія Бош була віддана справі революції та партійного будівництва:
|  | Головна, провідна роля на конференції від самого початку, безумовно, дісталася Є. Б. Бош. Вона здобула відразу великого авторитету серед усіх товаришів, – мабуть крім певної частини киян, – і так воно й зоставалося до самого кінця, поки в березні місяці вона не пішла з уряду та не поїхала на фронт. Вона імпонувала нам і своїми глибокими змістом та дуже гарної форми промовами, і залізною енергією, що яскраво контрастувала з цим знесиленим надмірною працею та хоробливим тілом, і простотою, що сполучилася за надзвичайною елегантністю насправді культурної, по європейському вихованої людини |

## Твори
- Национальное правительство и Советская власть на Украине. — М., 1919. — 55 с. (рос.)
- Октябрьские дни в Киевской области // Пролетарская революция. — 1923. — № 11. — С. 52–67. (рос.)
- Областной партийный комитет с.-д (б-ков) Юго-Западного края (1917 г.) // Пролетарская революция. — 1924. — № 5. — С. 128—149. (рос.)
- Встречи и беседы с Владимиром Ильичем (1915—1918 гг.) // Пролетарская революция. — 1924. — № 3. — С. 155—173. (рос.)
- Год борьбы. Борьба за власть на Украине с апреля 1917 г. до немецкой оккупации / Е. Б. Бош. — М.-Л. : Госиздат, 1925. — 272 с., ил. (рос.) [Архівовано 9 вересня 2016 у Wayback Machine.]
- Год борьбы / Е. Б. Бош; под науч. ред. П. Л. Варгатюка. — 2-е изд. — К. : Политиздат Украины, 1990. — 447 с. — ISBN 5-319-00505-9. — (Б-ка ист.-рев. мемуаров). (рос.)